# Love Is a Crime
Love Is a Crime – piosenka pop stworzona przez Grega Lawsona, Denisa Richa, Damona Sharpa, Ricka Waka. Singel został nagrany jako ścieżka muzyczna do filmu Chicago.

## Lista utworów
US Promo Double 12" Vinyl
1. „Love Is a Crime” [Thunderpuss Club Mix]
2. „Love Is a Crime” [Thunderpuss Dub Mix]
3. „Love Is a Crime” [Thunderpuss Tribeapella]
4. „Love Is a Crime” [Cotto’s Doin’ The Crime Mix]
5. „Love Is a Crime” [Cotto’s Luv Is A Dub]
6. „Love Is a Crime” [Album Version]

US Promo 12" Vinyl
1. „Love Is a Crime” [Cotto’s Doin’ The Crime Mix]
2. „Love Is a Crime” [Cotto’s Luv Is A Dub]
3. „Love Is a Crime” [Thunderpuss Tribeapella]

US Promo 12" Vinyl (Thunderpuss Mixes)
1. „Love Is a Crime” [Thunderpuss Club Mix] – 8:45
2. „Love Is a Crime” [Thunderpuss Dub Mix] – 8:49

## Pozycje
| Lista przebojów (2002)            | Najwyższa pozycja |
| --------------------------------- | ----------------- |
| Tajwan Singles Chart              | 1                 |
| World Dance/Trance Top 30 Singles | 1                 |
| U.S. Hot Dance Music/Club Play    | 1                 |